# Archidiecezja Kuching
Archidiecezja Kuching – rzymskokatolicka diecezja w Malezji. Powstała w 1927 jako prefektura apostolska Sarawak. W 1952 promowana jako wikariat apostolski Kuching. Archidiecezja metropolitalna od 1976.

## Biskupi
- Edmondo Dunn (1927–1935)
- Luigi Hopfgartner (1935–1949)
- Jan Vos (1949–1968)
- Karl Reiterer (1968–1974)
- Peter Chung Hoan Ting (1975–2003)
- John Ha Tiong Hock (2003–2017)
- Simon Poh Hoon Seng (od 2017)